# Sportjahr 1902
Liste der Sportjahre

◄◄ | ◄ | 1898 | 1899 | 1900 | 1901 | Sportjahr 1902 | 1903 | 1904 | 1905 | 1906 | ► | ►►

Weitere Ereignisse  · Motorsportjahr

## Ereignisse

### American Football
- 1. Januar: Der Rose Bowl wird erstmals ausgetragen.

### Badminton
Höhepunkte des Badmintonjahres 1902 waren die All England und die Irish Open.

#### Internationale Veranstaltungen
| Veranstaltung | Herreneinzel     | Dameneinzel  | Herrendoppel                         | Damendoppel                   | Mixed                       |
| ------------- | ---------------- | ------------ | ------------------------------------ | ----------------------------- | --------------------------- |
| All England   | Ralph Watling    | Meriel Lucas | H. L. Mellersh F. S. Collier         | Ethel B. Thomson Meriel Lucas | L. U. Ransford E. Moseley   |
| Irish Open    | Blayney Hamilton | -            | Willoughby Hamilton Blayney Hamilton | -                             | Blayney Hamilton R. H. Goff |

### Fußball
- 13. April: Genua 1893 gewinnt in Italien seine vierte Meisterschaft.
- 20. April: Schweizer Meister wird erstmals der FC Zürich.
- 28. April: Der FC Sunderland wird englischer Meister.
- 7. September: Beim Fußballspiel zur Eröffnung des NNW-Platzes in Berlin besiegt der BFuCC Rapide 1893 die zweite Mannschaft von Britannia 92 mit 7:1.

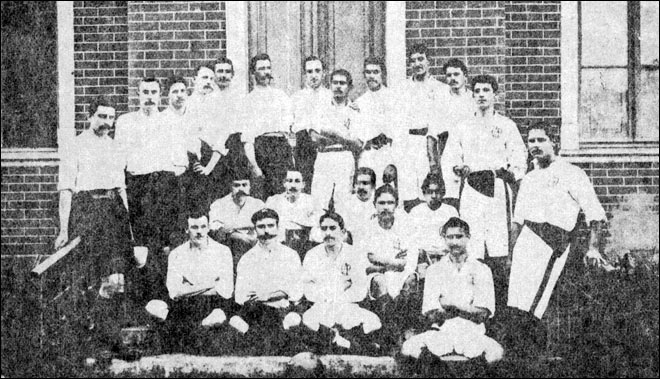
São Paulo Athletic 1902

- Die Liga Paulista, die erste brasilianische Fußballliga, wird gegründet. Erster Meister wird am 26. Oktober der São Paulo Athletic Club, der mit Charles William Miller auch den Torschützenkönig stellt.

### Leichtathletik

#### Leichtathletikrekorde
- 31. August: Eric Lemming, Schweden, wirft im Speerwurf der Herren 50,44 m.
- 5. Oktober: Nandor Fothy, Ungarn, wirft den Diskus in der Disziplin der Herren 40,61 m.

### Radsport
- UCI-Bahn-Weltmeisterschaften 1902

### Motorsport
- Motorsportjahr 1902

### Rudern
- Cambridge besiegt Oxford im Boat Race.

### Ringen
- Inoffizielle Ringer-Europameisterschaften 1902

### Rugby
- 15. März: Wales gewinnt die Home Nations Championship 1902.

### Schwimmen
- Deutsche Schwimmmeisterschaften 1902

### Tennis / Tischtennis
- 9. April: Die Kameradschaftliche Vereinigung Borussia und die Berliner Tennis - und Ping-Pong-Gesellschaft schließen sich an der Spandauer Brücke Nr. 13 nahe dem Alexanderplatz in Berlin zur Berliner Tennis- und Ping-Pong-Gesellschaft Borussia zusammen.
- 6.–8. August: Die zweite Auflage der International Lawn Tennis Challenge 1902 wird im Crescent Athletic Club in Brooklyn, New York, zwischen den USA und Großbritannien ausgetragen. Die USA gewinnen 3:2.

### Wintersport

#### Eiskunstlauf
- Eiskunstlauf-Weltmeisterschaft 1902

#### Skispringen
- Der Norweger Nils Gjestvang erreicht beim Skispringen auf dem Gustadbakken in Geithus, Norwegen, 38,5 Meter.
- Der Norweger Nils Gjestvang erreicht beim Skispringen auf dem Gustadbakken in Geithus, Norwegen, 41 Meter.

### Vereinsgründungen

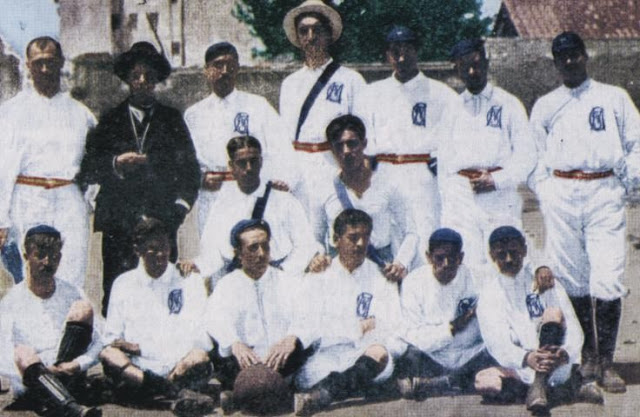
Madrid FC 1902

- 6. März: Der spanische Fußballverein Madrid FC wird gegründet. Den Zusatz Real erhält der Verein im Jahr 1920.
- 12. März: Der ungarische Sportverein Debreceni Vasutas SC wird gegründet.
- 2. Juni: Der Meidericher Spielverein von 1902 e. V. wird in Meiderich, einem Vorort von Duisburg gegründet und mit seiner Fußballabteilung am 17. September in den Westdeutschen Fußballverband aufgenommen.
- 21. Juli: Mit dem brasilianischen Verein Fluminense FC wird der erste Fußballclub in Rio de Janeiro gegründet.
- 18. August: Der Allroundsportverein Grazer Athletik-Sport-Club wird gegründet, nachdem eine Gruppe von Mittelschülern nicht in den Akademiker-Sportverein (ASV) aufgenommen worden ist.
- 15. September: Der SC Charlottenburg wird gegründet.

Mannschaft des SK Slavia Prag im Jahre 1903

- 2. November: Der tschechische Fußballverein Slavia Prag wird gegründet.

## Geboren

### Januar
- 01. Januar: Bedri Gürsoy, türkischer Fußballspieler und -funktionär († 1994)
- 01. Januar: Matti Ritola, finnischer Skilangläufer († 1967)
- 02. Januar: Commodore Cochran, US-amerikanischer Leichtathlet († 1969)
- 04. Januar: Heinz Wöltje, deutscher Hockeyspieler († 1968)
- 05. Januar: Myrtle Cook, kanadische Leichtathletin († 1985)
- 06. Januar: Otto Schröder, deutscher Fechter († unbekannt)
- 06. Januar: Margaret Woodbridge, US-amerikanische Schwimmerin († 1995)
- 07. Januar: Aina Berg, schwedische Schwimmerin († 1992)
- 16. Januar: Eric Liddell, schottischer Leichtathlet, Olympiasieger und Rugbyspieler († 1945)
- 16. Januar: Karl Neuner, deutscher Nordischer Kombinierer († 1949)
- 17. Januar: Edoardo Teagno, italienischer Automobilrennfahrer († 1945)
- 18. Januar: Alida van den Bos, niederländische Turnerin († 2003)
- 19. Januar: Ralph Hills, US-amerikanischer Leichtathlet († 1977)
- 21. Januar: Fritz Köpke, deutscher Leichtathlet († 1991)
- 22. Januar: Daniel Kinsey, US-amerikanischer Leichtathlet († 1970)
- 24. Januar: Luís Silva, portugiesischer Springreiter († 1963)
- 25. Januar: Leroy Brown, US-amerikanischer Leichtathlet († 1970)
- 28. Januar: Lucienne Velu, französische Leichtathletin († 1998)
- 30. Januar: Giovanni Battista Guidotti, italienischer Automobilrennfahrer und Automobilmanager († 1994)

### Februar
- 01. Februar: Heinrich-Joachim von Morgen, deutscher Automobilrennfahrer († 1932)
- 02. Februar: Emmanuel Guevara, mexikanischer Fußballspieler und -trainer († 1969)
- 02. Februar: Josep Samitier, spanischer Fußballtrainer und -spieler († 1972)
- 04. Februar: Jean-Baptiste van Silfhout, niederländischer Ruderer, Schwimmer und Wasserballspieler († 1956)
- 05. Februar: Claus Juell, norwegischer Segler († 1979)
- 06. Februar: Karl Freiberger, österreichischer Gewichtheber († 1977)
- 08. Februar: Hans Nägle, deutscher Bobfahrer († unbekannt)
- 08. Februar: Gerolamo Quaglia, italienischer Ringer († 1985)
- 10. Februar: Guillermo Rivero, chilenischer Fußballspieler († 1959)
- 12. Februar: Albert Ströck, rumänisch-ungarischer Fußballspieler († 1971)
- 20. Februar: Mario Brignoli, italienischer Leichtathlet († 1990)
- 20. Februar: Bertus Freese, niederländischer Fußballspieler († 1959)
- 22. Februar: Herma Szabo, österreichische Eiskunstläuferin († 1986)
- 23. Februar: Tiny Feather, US-amerikanischer American-Football-Spieler († 1975)
- 25. Februar: Hanns Geier, deutscher Automobilrennfahrer († 1986)
- 25. Februar: Kazimierz Krzemiński, polnischer Radrennfahrer († 1940)
- 25. Februar: Virginio Rosetta, italienischer Fußballspieler († 1975)
- 26. Februar: Frederick Sheffield, US-amerikanischer Ruderer († 1971)
- 27. Februar: Ethelda Bleibtrey, US-amerikanische Schwimmerin († 1978)

### März
- 01. März: Bill Cockburn, kanadischer Eishockeytorhüter († 1975)
- 02. März: Otakar Německý, tschechoslowakischer Skisportler († 1967)
- 15. März: Harald Hagen, norwegischer Segler († 1972)
- 15. März: Henri Saint Cyr, schwedischer Dressurreiter († 1979)
- 16. März: Henry Hansen, dänischer Radrennfahrer († 1985)
- 17. März: Norman Anderson, US-amerikanischer Leichtathlet († 1978)
- 17. März: Nihat Bekdik, türkischer Fußballspieler († 1972)
- 17. März: Bobby Jones, US-amerikanischer Golfspieler († 1971)
- 20. März: Mario Magnozzi, italienischer Fußballspieler und -trainer († 1971)
- 22. März: Mario Cavalla, italienischer Skispringer († 1962)
- 23. März: Ludwig Deckardt, österreichischer Leichtathlet († unbekannt)
- 26. März: Pierre Clause, französischer Automobilrennfahrer († 1986)
- 26. März: Robert Morrison, britischer Ruderer († 1980)
- 28. März: Percy Peter, britischer Schwimmer und Wasserballspieler († 1986)
- 29. März: Don Miller, US-amerikanischer Jurist, American-Football-Spieler und -Trainer († 1979)
- 30. März: Kurt Weiß, deutscher Hockeyspieler und Leichtathlet († 1995)
- 31. März: Bill Hoffman, US-amerikanischer American-Football-Spieler († 1994)

### April
- 04. April: Pierre Houdé, belgischer Radrennfahrer († unbekannt)
- 05. April: Wal Handley, britischer Motorrad- und Automobilrennfahrer († 1941)
- 06. April: Jane Gylling, schwedische Schwimmerin († 1961)
- 07. April: Eduard Ellmann-Eelma, estnischer Fußballspieler († 1941)
- 07. April: Paul Greifzu, deutscher Automobil- und Motorrad-Rennfahrer († 1952)
- 07. April: Kustaa Pihlajamäki, finnischer Ringer († 1944)
- 11. April: Max „Xam“ Abegglen, Schweizer Fußballspieler († 1970)
- 11. April: Martti Lappalainen, finnischer Skilangläufer († 1941)
- 11. April: Mario Saetti, italienischer Motorrad- und Automobilrennfahrer († 1927)
- 13. April: Philippe de Rothschild, französischer Unternehmer, Automobilrennfahrer und Pionier des französischen Weinbaus († 1988)
- 14. April: Francesco Zucchetti, italienischer Radrennfahrer († 1980)
- 15. April: Paul Broccardo, französischer Radrennfahrer († 1987)
- 16. April: Luis Casas Pasarín, spanischer Fußballspieler und -trainer († 1986)
- 16. April: Herbert Johnston, britischer Leichtathlet († 1967)
- 16. April: Zoltán Soós-Ruszka Hradetzky, ungarischer Sportschütze († 1992)
- 18. April: Vittorio Gliubich, italienischer Ruderer († 1984)
- 18. April: Hans Hieronymus, deutscher Motorradrennfahrer († unbekannt)
- 18. April: Charles Juchault des Jamonières, französischer Sportschütze († 1970)
- 21. April: Cyril Gill, britischer Sprinter († 1989)
- 21. April: Hedevig Rasmussen-Gjørling, dänische Schwimmerin († 1985)
- 24. April: Đuro Đukanović, jugoslawischer Radrennfahrer († 1945)
- 24. April: Hans Struksnæs, norwegischer Segler († 1983)
- 24. April: Gustaf Wejnarth, schwedischer Leichtathlet († 1990)
- 25. April: Albert Andersson, schwedischer Turner († 1977)
- 25. April: Georges Mollard, französischer Segler († 1986)
- 25. April: Gwendoline Porter, britische Leichtathletin († 1993)
- 26. April: Ross Taylor, kanadischer Eishockeyspieler († 1984)
- 27. April: Rudolf Schoeller, Schweizer Automobilrennfahrer († 1978)
- 28. April: Raffaele Scorzoni, italienischer Fußballschiedsrichter und -funktionär († 1975)
- 30. April: Peregrino Anselmo, uruguayischer Fußballspieler († 1975)
- 30. April: David Moffat Johnson, kanadischer Leichtathlet († 1972)

### Mai
- 01. Mai: Mathias Erang, luxemburgischer Kunstturner († 1978)
- 01. Mai: Rik Hoevenaers, belgischer Radrennfahrer († 1958)
- 01. Mai: Ernst Nagelschmitz, deutscher Fußballspieler († 1987)
- 02. Mai: Axel Alfredsson, schwedischer Fußballspieler († 1956)
- 02. Mai: Jack Lambert, englischer Fußballspieler († 1940)
- 03. Mai: Generoso Dattilo, italienischer Fußballschiedsrichter und -funktionär († 1976)
- 05. Mai: Jakob Caironi, Schweizer Radrennfahrer († 1968)
- 09. Mai: Charles Hoff, norwegischer Leichtathlet († 1985)
- 10. Mai: Louis Noverraz, Schweizer Segler († 1972)
- 10. Mai: Carrie Pickles, britische Turnerin († 1984)
- 11. Mai: Francisco Borgonovo, argentinischer Ruderer († unbekannt)
- 12. Mai: John Savidan, neuseeländischer Leichtathlet († 1991)
- 13. Mai: Geoffrey Mason, US-amerikanischer Bobfahrer († 1987)
- 16. Mai: Guy Bouriat, französischer Automobilrennfahrer († 1933)
- 17. Mai: Juan Píriz, uruguayischer Fußballspieler († 1946)
- 17. Mai: Teofilo Rossi di Montelera, italienischer Unternehmer, Bobsportler, Motorboot- und Automobilrennfahrer sowie Sportfunktionär († 1991)
- 21. Mai: Zdzisław Kawecki, polnischer Vielseitigkeitsreiter († 1940)
- 22. Mai: Pierre Ramadier, französischer Leichtathlet († 1983)
- 25. Mai: Stanisław Chrobak, polnischer Skisportler († unbekannt)
- 25. Mai: Bertram Macdonald, britischer Leichtathlet († 1965)
- 28. Mai: Rick Bockelie, norwegischer Segler († 1966)
- 29. Mai: Walter Coppins, australischer Radrennfahrer († 1981)

### Juni
- 01. Juni: Gilbert Gray, US-amerikanischer Segler († 1981)
- 02. Juni: René Lunden, belgischer Bobfahrer († 1942)
- 03. Juni: Émile Kolb, luxemburgischer Fußballspieler († 1967)
- 04. Juni: Richard James Allen, indischer Hockeyspieler († 1969)
- 04. Juni: John Hand, kanadischer Ruderer († 1967)
- 05. Juni: Georg Kieninger, deutscher Schachspieler († 1975)
- 06. Juni: Émile Ali-Khan, französischer Leichtathlet († unbekannt)
- 07. Juni: Paul Sturzenegger, Schweizer Fußballspieler († 1970)
- 08. Juni: James Stillman Rockefeller, US-amerikanischer Ruderer († 2004)
- 09. Juni: Louis De Ridder, belgischer Eishockeyspieler, Bobfahrer und Eisschnellläufer († 1981)
- 11. Juni: Zbigniew Wóycicki, polnischer Skisportler († 1928)
- 12. Juni: Richard Mayo, US-amerikanischer Moderner Fünfkämpfer († 1996)
- 13. Juni: Johan Støa, norwegischer Skilangläufer und Leichtathlet († 1991)
- 16. Juni: Giorgio Pessina, italienischer Florettfechter († 1977)
- 18. Juni: Paavo Yrjölä, finnischer Zehnkämpfer und Olympiasieger († 1980)
- 19. Juni: Hugo Väli, estnischer Fußballspieler († 1943)
- 20. Juni: Juan Evaristo, argentinischer Fußballspieler († 1978)
- 21. Juni: Carlos Schneeberger, chilenischer Fußballspieler († 1973)
- 22. Juni: Henri Deglane, französischer Ringer († 1975)
- 28. Juni: Pierre Brunet, französischer Eiskunstläufer († 1991)
- 28. Juni: Heinz Plumanns, deutscher Wasserspringer, Schwimmer und Schwimmsportfunktionär († 1986)
- 29. Juni: Eduard Mohr, deutscher Regattasegler († 1984)

### Juli
- 04. Juli: Adolf Kittel, tschechoslowakischer Leichtathlet († unbekannt)
- 04. Juli: Abe Saperstein, US-amerikanischer Unternehmer und Basketballmanager († 1966)
- 06. Juli: Albert Deborgies, französischer Wasserballspieler († 1984)
- 07. Juli: Ted Radcliffe, US-amerikanischer Baseballspieler († 2005)
- 08. Juli: Arthur Austin, US-amerikanischer Wasserballspieler († 1962)
- 08. Juli: Guillaume Tell, französischer Leichtathlet († 1998)
- 12. Juli: Takeichi Nishi, japanischer Reiter († 1945)
- 12. Juli: Fernand Vandernotte, französischer Ruderer († 1990)
- 17. Juli: Arnold Pihlak, estnischer Fußballspieler († 1985)
- 18. Juli: Iosif Bartha, rumänischer Fußballspieler († 1957)
- 19. Juli: Franz Zinner, deutscher Gewichtheber († 1979)
- 21. Juli: Georges Wambst, französischer Radrennfahrer und Olympiasieger († 1981)
- 22. Juli: Hasso von Bismarck, deutscher Bobfahrer († 1941)
- 22. Juli: Andrés Mazzali, uruguayischer Fußballspieler († 1975)
- 23. Juli: Asser Wallenius, finnischer Eisschnellläufer und Automobilrennfahrer († 1971)
- 27. Juli: Eberhard Vogdt, estnischer Segler († 1964)
- 28. Juli: Leonard Carpenter, US-amerikanischer Ruderer († 1994)
- 28. Juli: Hedwig Haß, deutsche Fechterin († 1992)
- 29. Juli: David Arellano, chilenischer Fußballspieler († 1927)
- 29. Juli: Werner Freyberg, deutsche Hockeyspieler († 1973)
- 30. Juli: Blanche Nash, südafrikanische Schwimmerin († 1964)

### August
- 01. August: Per Kaufeldt, schwedischer Fußballspieler und -trainer sowie Bandy- und Eishockeyspieler († 1956)
- 01. August: Doris Woods, britische Turnerin († 1956)
- 02. August: Ernie Harper, britischer Leichtathlet († 1979)
- 03. August: Andrzej Krzeptowski, polnischer Skisportler († 1981)
- 03. August: Fritz Pellkofer, deutscher Skilangläufer († 1943)
- 04. August: Robert Mazaud, französischer Automobilrennfahrer († 1946)
- 07. August: Douglas Lowe, britischer Leichtathlet († 1981)
- 11. August: Alfredo Binda, italienischer Radrennfahrer († 1986)
- 12. August: James Brooker, US-amerikanischer Leichtathlet († 1973)
- 15. August: Erik Eloe Andersen, dänischer Radrennfahrer († 1980)
- 15. August: Raymund Badó, ungarischer Radrennfahrer († 1986)
- 16. August: Evelyn Colyer, britische Tennisspielerin († 1930)
- 17. August: Reinhold Schmidt, deutscher Leichtathlet († 1974)
- 18. August: Jorge Linford, chilenischer Fußballspieler († 1969)
- 20. August: André Galoisy, französischer Automobilrennfahrer († 1983)
- 20. August: George Hester, kanadischer Leichtathlet († 1951)
- 23. August: Maurice Mandrillon, französischer Skisportler († 1981)
- 28. August: Karl Braun, deutscher Motorradrennfahrer († 1937)
- 28. August: Otto Neumann, deutscher Leichtathlet († 1990)
- 29. August: André Vandelle, französischer Skisportler († 1976)
- 30. August: Eugen Mühlberger, deutscher Gewichtheber († 1944)
- 31. August: Aleksander Antson, estnischer Leichtathlet († 1945)
- 31. August: Takahashi Subaru, japanischer Skilangläufer († 1992)

### September
- 01. September: Eddie Kotal, US-amerikanischer American-Football-Spieler und -Trainer, Scout (Sport) († 1973)
- 03. September: Jack Underhill, kanadischer Badmintonspieler († 1974)
- 04. September: Charlie Baillie, britischer Schwimmer († 1987)
- 04. September: Jakob Vogt, deutscher Gewichtheber († 1985)
- 05. September: Harold John Aldington, britischer Automobilrennfahrer und Unternehmer († 1976)
- 07. September: Ludwig Böck, deutscher Skisportler († 1960)
- 07. September: Morton Kaer, US-amerikanischer Leichtathlet († 1992)
- 09. September: Fred Tootell, US-amerikanischer Leichtathlet († 1964)
- 10. September: Jim Crowley, US-amerikanischer American-Football-Spieler, -Trainer und -Funktionär († 1986)
- 11. September: Sten Pettersson, schwedischer Leichtathlet († 1984)
- 12. September: Frédéric Fitting, Schweizer Fechter († 1998)
- 13. September: Robert Jecker, deutscher Motorradrennfahrer († 1932)
- 14. September: Harry Holm, dänischer Turner († 1987)
- 15. September: Harry Kaskey, US-amerikanischer Eisschnellläufer († 1992)
- 16. September: Henri Dartigues, französischer Leichtathlet († 1967)
- 16. September: Charles Eley, britischer Ruderer († 1983)
- 16. September: Ernst-Aleksander Joll, estnischer Fußballspieler und Sportjournalist († 1935)
- 16. September: Veli Saarinen, finnischer Skilangläufer und Skilanglauftrainer († 1969)
- 17. September: Mario Balleri, italienischer Ruderer († 1962)
- 17. September: Karl Schwegler, Schweizer Ruderer († unbekannt)
- 21. September: Ilmari Salminen, finnischer Leichtathlet († 1986)
- 22. September: Heinrich Zänker, deutscher Ruderer († 1984)
- 26. September: William Maynes, kanadischer Leichtathlet († 1966)

### Oktober
- 01. Oktober: Horace Aylwin, kanadischer Leichtathlet († 1980)
- 02. Oktober: Toivo Loukola, finnischer Leichtathlet († 1984)
- 05. Oktober: Vaadjuv Nyqvist, norwegischer Segler († 1961)
- 06. Oktober: Harold McMunn, kanadischer Eishockeyspieler († 1964)
- 07. Oktober: Aleksander Kowalski, polnischer Eishockeyspieler († 1940)
- 07. Oktober: Jon Snersrud, norwegischer Skisportler († 1986)
- 11. Oktober: Bruno Müller, deutscher Ruderer († 1975)
- 12. Oktober: Adriaan Paulen, niederländischer Leichtathlet und Sportfunktionär († 1985)
- 13. Oktober: Gulli Ewerlund, schwedische Schwimmerin († 1985)
- 13. Oktober: Franco Giorgetti, italienischer Radrennfahrer († 1983)
- 14. Oktober: René Hamel, französischer Radrennfahrer und Olympiasieger († 1992)
- 17. Oktober: Midge Moreman, britische Turnerin († 1987)
- 19. Oktober: Giovanni Gozzi, italienischer Ringer († 1976)
- 21. Oktober: Herman Tuvesson, schwedischer Ringer († 1995)
- 21. Oktober: Josef Uhlmann, deutscher Fechter († 1968)
- 22. Oktober: Frej Liewendahl, finnischer Leichtathlet († 1966)
- 31. Oktober: Leo Losert, österreichischer Ruderer und Rudertrainer († 1982)

### November
- 04. November: Samuel Kahanamoku, US-amerikanischer Schwimmer und Surfer († 1966)
- 05. November: William Kirschbaum, US-amerikanischer Schwimmer († 1953)
- 06. November: Valter Ever, estnischer Leichtathlet († 1981)
- 06. November: Donald Gwinn, US-amerikanischer Leichtathlet († 1961)
- 08. November: Hans Schönrath, deutscher Boxer († 1945)
- 10. November: Nordahl Wallem, norwegischer Segler († 1972)
- 11. November: Teófilo Yldefonso, philippinischer Schwimmer († 1942)
- 14. November: Hans Dittmar, finnischer Segler († 1967)
- 14. November: Pua Kealoha, US-amerikanischer Schwimmer († 1989)
- 16. November: Paul Bontemps, französischer Leichtathlet († 1981)
- 16. November: Emil Dähne, deutscher Schachfunktionär († 1968)
- 18. November: Franz Barta. österreichischer Boxer († unbekannt)
- 18. November: Leon Jucewicz, polnischer Eisschnellläufer († 1984)
- 18. November: Luis Lucchetti, argentinischer Fechter († 1990)
- 20. November: Gianpiero Combi, italienischer Fußballspieler († 1956)
- 20. November: Heini Meng, Schweizer Eishockeyspieler († 1982)
- 20. November: Germán Reyes, chilenischer Fußballspieler († 1970)
- 21. November: Ferenc Hirzer, ungarischer Fußballspieler und -trainer († 1957)
- 22. November: Rudolf Edinger, österreichischer Gewichtheber († 1997)
- 28. November: Harry Wood, britischer Leichtathlet († 1975)
- 29. November: Eduard Sperling, deutscher Ringer († 1985)

### Dezember
- 02. Dezember: Heinrich Bender, deutscher Ruderer und Rugby-Union-Spieler († 1943)
- 02. Dezember: Georges Vallerey senior, französischer Schwimmer († 1956)
- 03. Dezember: Jack Cameron, kanadischer Eishockeytorhüter († 1981)
- 03. Dezember: Carlos Nelli, brasilianischer Leichtathlet († 1994)
- 04. Dezember: David Fall, US-amerikanischer Wasserspringer († 1964)
- 04. Dezember: Bernhard Greulich, deutscher Leichtathlet und Rasenkraftsportler († 1995)
- 04. Dezember: Viktor Kalisch, österreichischer Kanute († 1976)
- 06. Dezember: Saverio Ragno, italienischer Fechter († 1969)
- 09. Dezember: Henry Homburger, US-amerikanischer Bobfahrer († 1950)
- 09. Dezember: Uruma Tomeju, japanischer Eisschnellläufer († 1999)
- 14. Dezember: Rudolf Dobermann, deutscher Leichtathlet und Leichtathletiktrainer († 1979)
- 16. Dezember: Carl Ringvold junior, norwegischer Segler († 1961)
- 18. Dezember: David Zogg, Schweizer Skirennfahrer und Bergsteiger († 1977)
- 22. Dezember: Leonardo Bonzi, italienischer Sportler († 1977)
- 23. Dezember: Aroldo Berruti, italienischer Wasserballspieler († 1967)
- 23. Dezember: Edgar Norris, kanadischer Ruderer († 1982)
- 24. Dezember: Walter Dietrich, Schweizer Fußballspieler († 1979)
- 24. Dezember: Camille Médy, französischer Skilangläufer († 1989)
- 25. Dezember: Achille Tribouillet, französischer Wasserballspieler († 1968)
- 28. Dezember: Herbert Fuller, britischer Radrennfahrer († 1993)
- 28. Dezember: Broome Eric Pinniger, indischer Hockeyspieler († 1996)
- 28. Dezember: Hans Pulver, Schweizer Fußballtorhüter und -trainer († 1977)
- 28. Dezember: Tomasz Stankiewicz, polnischer Radrennfahrer († 1940)
- 30. Dezember: Florence Sancroft, britische Schwimmerin († 1978)

### Datum unbekannt
- Ludovic Augustin, haitianischer Sportschütze († unbekannt)
- Hans Heß, deutscher Bobfahrer († unbekannt)
- Albert Kusnets, estnischer Ringer († 1942)
- Fritz Lichtschein, österreichischer Eishockeytorwart, Hockeyspieler, -schiedsrichter und -funktionär und Tennisspieler († 1932)
- Ennio Maffiolini, italienischer Leichtathlet († unbekannt)
- Christos Mantikas, griechischer Leichtathlet († 1960)
- Jan Mittlöhner, tschechoslowakischer Skisportler († unbekannt)
- Jenő Németh, ungarischer Ringer († unbekannt)
- Fritz Schedl, österreichischer Leichtathlet († unbekannt)
- Fermín Uriarte, uruguayischer Fußballspieler († 1972)
- Dionysios Vasilopoulos, griechischer Schwimmer und Wasserballspieler († 1964)

## Gestorben
- 03. Oktober: Carl August Walbrodt, deutscher Schachspieler (* 1871)